# Adriana (roślina)
Adriana – rodzaj roślin należący do rodziny wilczomleczowatych (Euphorbiaceae). Obejmuje dwa gatunki występujące w Australii. Nazwę rodzajową nadał Charles Gaudichaud-Beaupré, upamiętniając Adriena de Jussieu. Liście Adriana urticoides wykorzystywane były jako zamiennik tytoniu.

## Systematyka
Wykaz gatunków
- Adriana quadripartita (Labill.) Gaudich.
- Adriana urticoides (A.Cunn.) Guymer ex P.I.Forst.